# Eriosema obovatum
Eriosema obovatum är en ärtväxtart som beskrevs av George Bentham. Eriosema obovatum ingår i släktet Eriosema och familjen ärtväxter. Inga underarter finns listade i Catalogue of Life.